# Tubod (Surigao do Norte)
Tubod é um município de  quinta classe de renda municipal (d) na província Surigao do Norte, nas Filipinas. De acordo com o censo de 1 de maio  de  2020 possui uma população de 15 043 pessoas e 3 579 domicílios.